# Kebnekaise
Le Kebnekaise, en same Giebmegáisi ou Giebnegáisi, littéralement « rebord du chaudron », est un sommet de Suède, point culminant du pays avec 2 097 mètres d'altitude. Bien que situé dans une région reculée dans le nord du pays, il constitue un but de randonnée populaire.

## Géographie
Le Kebnekaise est, avec 2 097 mètres d'altitude,, le point culminant de la Suède. Il est situé dans le Nord-Ouest du pays, au-delà du cercle arctique, dans la commune de Kiruna. Le sommet sud, longtemps le plus élevé avec historiquement 2 111 mètres d'altitude, est recouvert d'un glacier. En raison de la fonte des neiges, son altitude est variable et décroît régulièrement. En juillet 2018, le sommet nord culminant à 2 096,8 mètres d'altitude et constitué de rocher, est devenu le point culminant.

## Ascension et randonnée
Un refuge, le Kebnekaise Fjällstation, est situé au pied du sommet, à environ 800 mètres d'altitude. Il est très bien équipé, possédant restaurant, magasin de sport, électricité et eau courante, et est accessible en une journée de marche depuis Nikkaluokta. C'est le point de départ des deux principales voies vers le sommet : la voie Ouest (västra leden, 13 kilomètres, -2 h d'ascension), plus facile et ne nécessitant pas d'équipement spécial, et la voie Est (östra leden, 10 kilomètres, -2 h), passant par le glacier et étant équipée comme une via ferrata.
Le Kungsleden, sentier de trekking dans le nord de la Suède d'environ 400 kilomètres de longueur passe non loin du sommet, à mi-chemin entre Singi et Nikkaluokta.
En 2017, l'association du tourisme de Suède estime que 10 000 personnes devraient avoir grimpé le Kebnekaise, contre 8 000 en 2016.

## Dans la littérature
Dans Le Merveilleux Voyage de Nils Holgersson à travers la Suède écrit par Selma Lagerlöf, l'oie qui dirige le groupe s'appelle Akka de Kebnekaïse ; Akka est le nom d'une autre montagne de Suède.

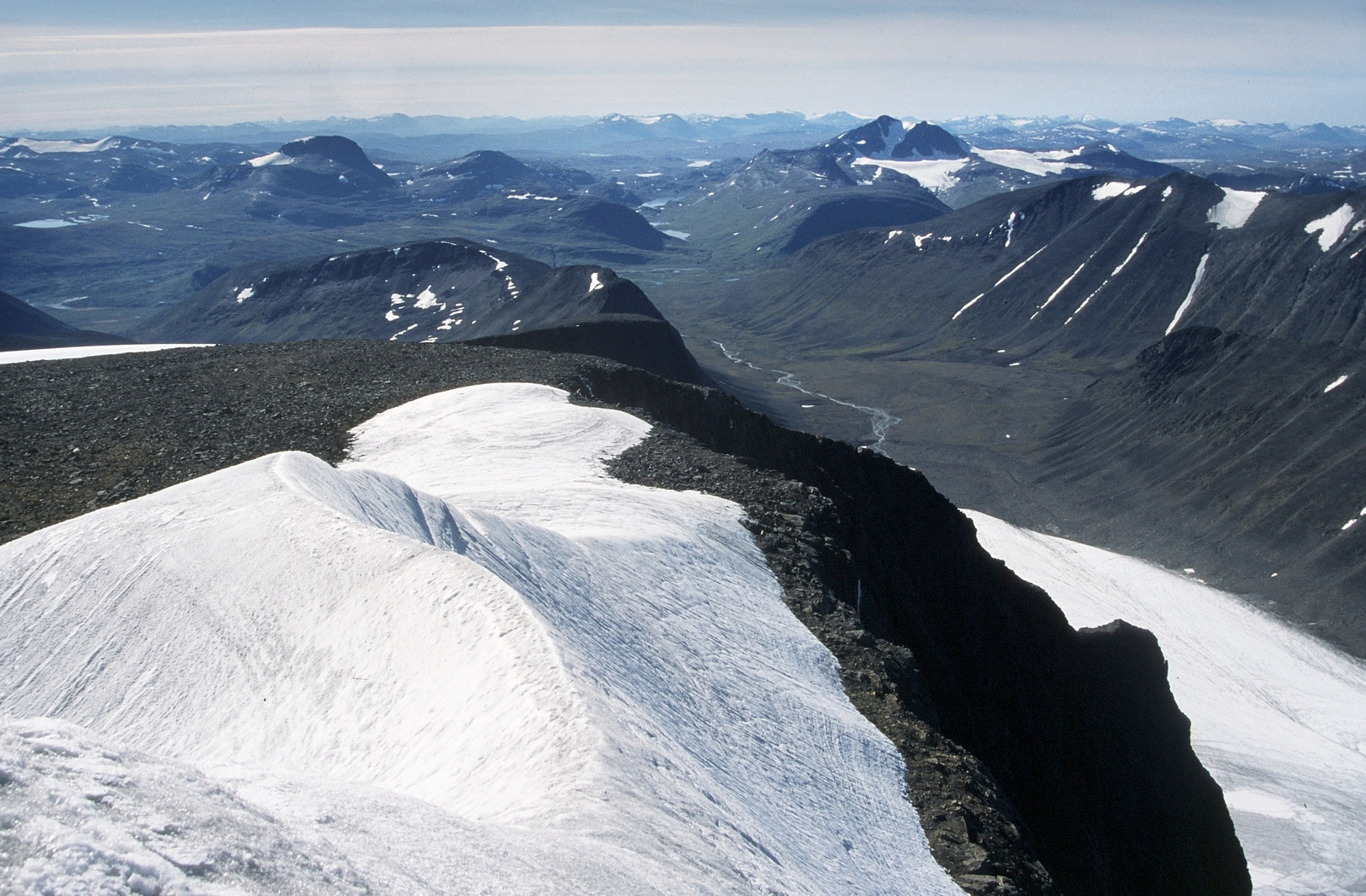
Vue vers l'ouest depuis le sommet.

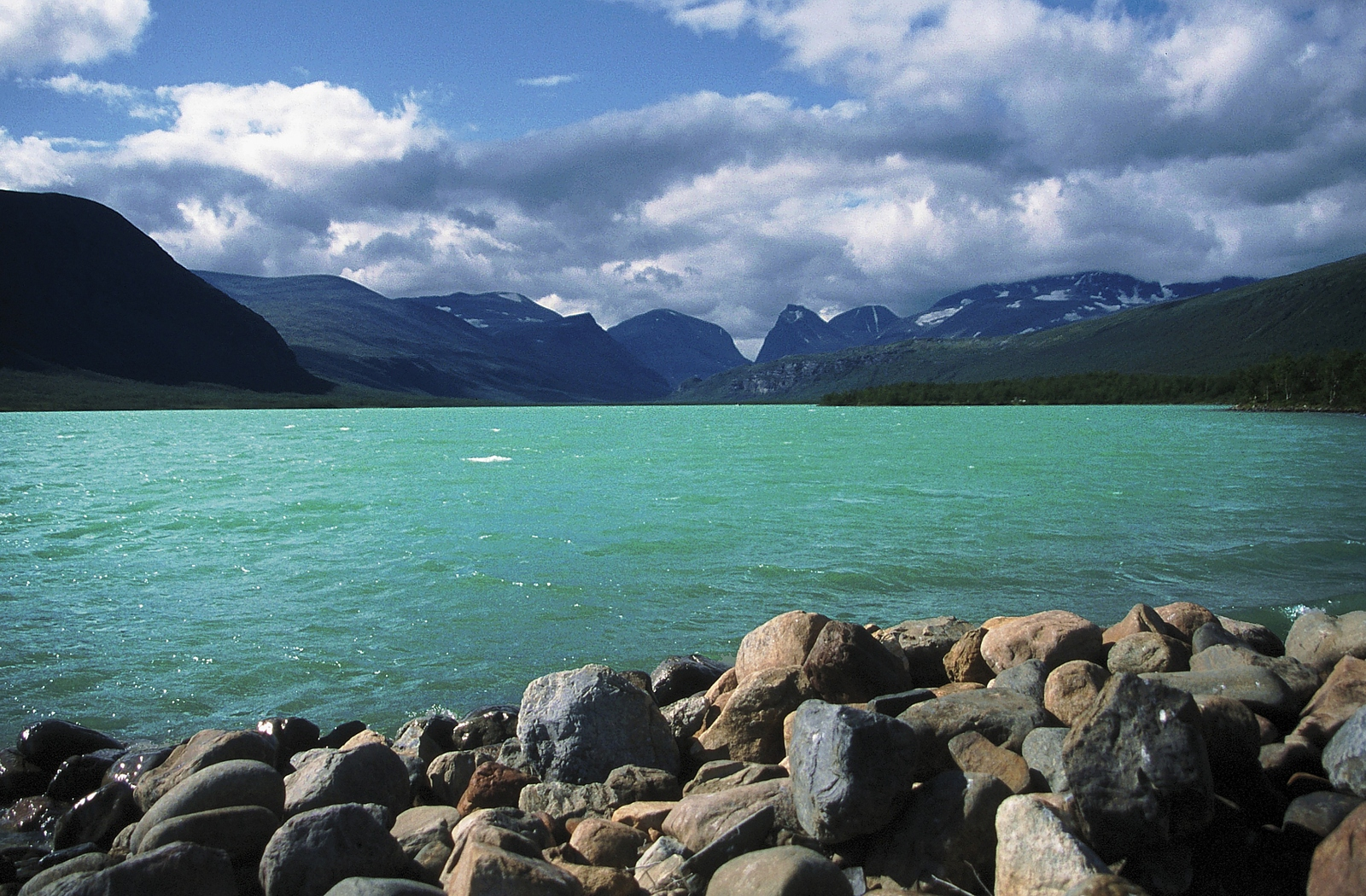
Le lac Laddjujaure dans le massif du Kebnekaise.